# Jonas Bronck
Jonas Jonson Bronck (Komstad, circa 1600 – 1643), ook bekend als Jonas Jonasson Bronk of Jonas Joanssen Bronck, was een Zweedse immigrant in Nieuw-Nederland. De plaats The Bronx (tegenwoordig een borough van New York) is naar hem genoemd, zij het indirect. Ook het Bronx Park ontleent zijn naam aan Bronck.

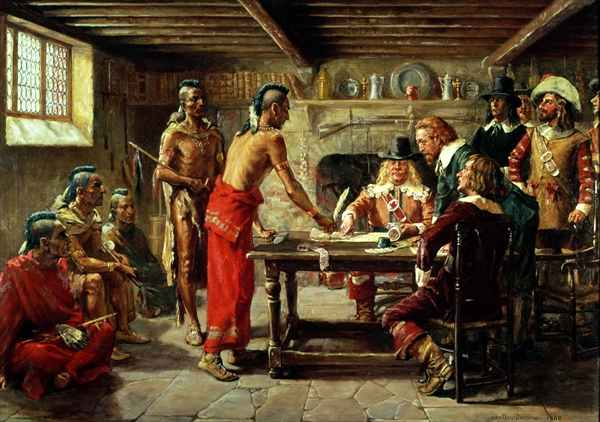
Ondertekening van het Vredesverdrag met de Indianen 1642

Bronck werd geboren in Småland in Zuid-Zweden. Hij nam de boerderij van de familie niet over, maar werd in plaats daarvan zeeman en voer naar Japan en India. Op 6 juli 1638 trouwde hij in Amsterdam met Teuntje Joriaens in de Nieuwe Kerk. Vervolgens besloot het echtpaar naar Noord-Amerika te emigreren.

## Bronck's Land
In juni 1639 voer Bronck met het schip De Brant Van Toryen de East River op. Hij vestigde zich op een stuk grond aan de overkant van de Harlem River dat hij van het dorp Haerlem had verkregen. Zijn boerderij, aanvankelijk Bronck's Land geheten en later Broncksland, besloeg ruwweg het gebied ten zuiden van de huidige 150th Street in the Bronx.
Bronck overleed in 1643 en zijn land werd verkocht. Het gebied werd maar tot het eind van de 17e eeuw Broncksland genoemd, en de naam van de huidige borough komt dus niet rechtstreeks van het gebied. De rivier die van het noorden naar zuiden door het gebied loopt behield echter de naam Bronck's River, wat later werd verkort tot Bronx River. Naar deze rivier werd The Bronx vernoemd. De weduwe hertrouwde Arent van Curler en vestigde zich nabij Rensselaerswijck.

## Pieter Bronck
Pieter Bronck was óf een zoon, óf een jongere broer van Jonas Bronck. Het Pieter Bronck House is een monument in Coxsackie noordelijker en stroomopwaarts langs de Hudson in de staat New York.

## Trivia
- In Tórshavn op de Faeröer bevindt zich een straat die "Jónas Broncksgøta" heet; Jonas Bronckstraat.
- Naar Jonas Bronck is een openbare school genoemd.[bron?]